# Jean Charles Roussel
Pour les articles homonymes, voir Roussel.
Jean-Charles Roussel, né le 25 septembre 1771 à Paris et mort le 26 juillet 1812 à la bataille d'Ostrovno en Russie, est un général français de la Révolution et de l’Empire.

## Biographie
Il entre en service le 21 juillet 1791 comme caporal de canonnier dans le 1er bataillon de volontaires de Paris et est nommé sergent le 26 du même mois. Il sert à l’armée du Nord, et le 11 mars 1793, il est employé à l’état-major général de cette armée en qualité de sous-lieutenant adjoint aux adjudants-généraux. Il passe lieutenant le 10 septembre 1793, puis il est affecté à l’armée de Mayence de l’an II à l’an IV et à celles du Rhin et d’Helvétie de l’an V à l’an VI. Il reçoit son brevet de capitaine le 5 octobre 1796 et est appelé à l’armée d’Italie pour les campagnes de l’an VII à l’an IX. Le 25 avril 1799, Roussel devient aide de camp temporaire du général Partouneaux et est promu chef de bataillon à la 6e demi-brigade d’infanterie de ligne le 16 juin 1799. Il est blessé d’un coup de feu à l’affaire de San-Giuliano le 20 juin 1799, et le 28 juin de la même année, il passe avec son grade dans la 106e demi-brigade d’infanterie de ligne, puis il en prend le commandement avec le grade de chef de brigade le 16 décembre 1799. Il reçoit un coup de feu au sein droit le 20 décembre 1800 à l’attaque de Vasto.
Il est fait chevalier de la Légion d’honneur le 11 décembre 1803 et officier de l’ordre le 14 juin 1804. Promu général de brigade le 10 mars 1809, Roussel prend le commandement de la 2e brigade de la 5e division d’infanterie de l’armée d’Italie le 13 avril 1809. Il est élevé au grade de commandeur de la Légion d’honneur le 27 juillet 1809 et est fait baron de l’Empire le 6 octobre 1810. Le 1er avril 1812, lors de la campagne de Russie, il commande la 2e brigade de la 13e division d’infanterie du 4e corps de la Grande Armée, et le 25 juillet 1812, il s'illustre à la bataille d'Ostrovno. Le lendemain 26 juillet, vers 22 h, alors qu’il parcourt les avant-postes de sa brigade, il est tué par un éclaireur français qui l'a confondu avec un général ennemi. Son nom figure sur les tables de bronze du Château de Versailles.

## Dotation
- Le 15 août 1809, donataire d’une rente de 4 000 francs sur Rome.

## Armoiries
| Figure | Nom du baron et blasonnement |
| ------ | --- |
|        | Armes du baron Jean Charles Roussel et de l'Empire, décret du 15 août 1809, lettres patentes du 6 octobre 1810, commandant de la Légion d'honneur Parti au premier d'azur à la lyre surmontée d'une étoile à 8 rais d'or ; au deuxième coupé au premier des barons tirés de l'armée ; au second d'or, à la tête de chien de gueules - Livrées : les couleurs de l'écu. |

## Sources
- (en) « Generals Who Served in the French Army during the Period 1789 - 1814: Eberle to Exelmans »
- Thierry Pouliquen, « Les généraux français et étrangers ayant servis [sic] dans la Grande Armée » (consulté le 20 décembre 2014)
- « La noblesse d’Empire » (consulté le 20 décembre 2014)
- Vicomte Révérend, Armorial du premier empire, tome 4, Honoré Champion, libraire, Paris, 1897, p. 184.
- A. Lievyns, Jean Maurice Verdot, Pierre Bégat, Fastes de la Légion-d'honneur, biographie de tous les décorés accompagnée de l'histoire législative et réglementaire de l'ordre, Tome 3, Bureau de l’administration, 1844, 529 p. (lire en ligne), p. 468.
- (pl) « Napoléon.org.pl »
- Galeries historiques du Palais de Versailles, tome IV, 1840, 548 p. (lire en ligne), p. 71
- Georges Six, Dictionnaire biographique des généraux & amiraux français de la Révolution et de l'Empire (1792-1814) Paris : Librairie G. Saffroy, 1934, 2 vol.